# Melaspilea interjecta
Melaspilea interjecta är en lavart som först beskrevs av Leight., och fick sitt nu gällande namn av A. L. Sm. Melaspilea interjecta ingår i släktet Melaspilea och familjen Melaspileaceae.   Inga underarter finns listade i Catalogue of Life.